# Ghiacciaio Weyerhaeuser
Il ghiacciaio Weyerhaeuser (in inglese Weyerhaeuser Glacier) è un ampio ghiacciaio lungo circa 52 km situato sulla costa di Bowman, nella parte sud-orientale della Terra di Graham, in Antartide. Il ghiacciaio, il cui punto più alto si trova a circa 780 m s.l.m., fluisce verso nord fino ad arrivare al ghiaccio pedemontano Marcatore, poco a ovest dell'insenatura Mobiloil.

## Storia
Il ghiacciaio Weyerhaeuser appare già nelle fotografie aeree scattate da Sir Hubert Wilkins il 20 dicembre 1928 e da Lincoln Ellsworth nel novembre del 1935 ma si distingue chiaramente solo in quelle scattate dal Programma Antartico degli Stati Uniti d'America nel 1940. Il ghiacciaio fu poi nuovamente fotografato nel 1947 durante una ricognizione aerea effettuata nel corso della spedizione antartica condotta nel 1947-48 al comando di Finn Rønne, e fu da quest'ultimo battezzato in onore di F. K. Weyerhaeuser, della Weyerhaeuser Timber Co., che fornì il materiale isolante alla spedizione.